# Aiktak Island
Aiktak Island ist eine Insel der Krenitzin Islands, einer Untergruppe der Inselgruppe der Fox Islands in den östlichen Aleuten, Alaska. Die Insel liegt südlich von Ugamak Island ist über 2 km lang und liegt 61 km östlich von Akutan Island. Sie ist ein Brutgebiet für Seevögel und an der Nordküste findet man Robben.   
Aiktak ist ein Aleuten-Name, von Kapitän Tebenkov 1852 als „Ostrov Aikhtak“ wiedergegeben. R. H. Geoghegan meint, dass der Name von „aikhag“, was „reisen“ oder „auf eine Reise gehen“ bedeutet, abzuleiten ist.